# Fußball-Weltmeisterschaft 2022/Gruppe H
| Pl. | Land     | Sp. | S | U | N | Tore    | Diff. | Punkte |
| --- | -------- | --- | - | - | - | ------- | ----- | ------ |
| 1.  | Portugal | 3   | 2 | 0 | 1 | 006:400 | +2    | 06     |
| 2.  | Südkorea | 3   | 1 | 1 | 1 | 004:400 | ±0    | 04     |
| 3.  | Uruguay  | 3   | 1 | 1 | 1 | 002:200 | ±0    | 04     |
| 4.  | Ghana    | 3   | 1 | 0 | 2 | 005:700 | −2    | 03     |

Gruppe H der Fußball-Weltmeisterschaft 2022:

## Uruguay – Südkorea 0:0
| Uruguay                                                                              | Uruguay | Südkorea | Südkorea | Aufstellung                        |
| ------------------------------------------------------------------------------------ | --- | --- | -------- | ---------------------------------- |
| Uruguay                                                                              | \| 1. Spieltag \| \| 24. November 2022 um 16:00 Uhr (14:00 Uhr MEZ) in ar-Rayyan (Education City Stadium) \| \| Zuschauer: 41.663 \| \| Schiedsrichter: Clément Turpin ( Frankreich) 1 \| \| Spielbericht \|                                                                                            | \| 1. Spieltag \| \| 24. November 2022 um 16:00 Uhr (14:00 Uhr MEZ) in ar-Rayyan (Education City Stadium) \| \| Zuschauer: 41.663 \| \| Schiedsrichter: Clément Turpin ( Frankreich) 1 \| \| Spielbericht \|                                              | Südkorea | Aufstellung Uruguay gegen Südkorea |
| Uruguay                                                                              | Sergio Rochet – Martín Cáceres, Diego Godín , José María Giménez, Mathías Olivera (79. Matías Viña) – Federico Valverde, Rodrigo Bentancur, Matías Vecino (78. Nicolás De La Cruz) – Facundo Pellistri (88. Guillermo Varela), Luis Suárez (64. Edinson Cavani), Darwin Núñez Cheftrainer: Diego Alonso | Kim Seung-gyu – Kim Moon-hwan, Kim Min-jae, Kim Young-gwon, Kim Jin-su – Hwang In-beom, Jung Woo-young – Na Sang-ho (75. Lee Kang-in), Lee Jae-sung (75. Son Jun-ho), Son Heung-min – Hwang Ui-jo (75. Cho Gue-sung) Cheftrainer: Paulo Bento ( Portugal) | Südkorea | Aufstellung Uruguay gegen Südkorea |
| Uruguay                                                                              | Cáceres (57.) | Cho (88.) | Südkorea | Aufstellung Uruguay gegen Südkorea |
| Uruguay                                                                              | Gelbe Karte für den Trainer Paulo Bento (90.+8') | | Südkorea | Aufstellung Uruguay gegen Südkorea |
| Uruguay                                                                              | Spieler des Spiels: Federico Valverde (Uruguay) | | Südkorea | Aufstellung Uruguay gegen Südkorea |
| 1. Spieltag                                                                          | | |          |                                    |
| 24. November 2022 um 16:00 Uhr (14:00 Uhr MEZ) in ar-Rayyan (Education City Stadium) | | |          |                                    |
| Zuschauer: 41.663                                                                    | | |          |                                    |
| Schiedsrichter: Clément Turpin ( Frankreich) 1                                       | | |          |                                    |
| Spielbericht                                                                         | | |          |                                    |

## Portugal – Ghana 3:2 (0:0)
| Portugal                                                             | Portugal | Ghana | Ghana | Aufstellung                      |
| -------------------------------------------------------------------- | --- | --- | ----- | -------------------------------- |
| Portugal                                                             | \| 1. Spieltag \| \| 24. November 2022 um 19:00 Uhr (17:00 Uhr MEZ) in Doha (Stadium 974) \| \| Zuschauer: 42.662 \| \| Schiedsrichter: Ismail Elfath ( Vereinigte Staaten) 2 \| \| Spielbericht \|                                                                                             | \| 1. Spieltag \| \| 24. November 2022 um 19:00 Uhr (17:00 Uhr MEZ) in Doha (Stadium 974) \| \| Zuschauer: 42.662 \| \| Schiedsrichter: Ismail Elfath ( Vereinigte Staaten) 2 \| \| Spielbericht \| | Ghana | Aufstellung Portugal gegen Ghana |
| Portugal                                                             | Diogo Costa – João Cancelo, Rúben Dias, Danilo Pereira, Raphaël Guerreiro – Bernardo Silva (88. João Palhinha), Rúben Neves (77. Rafael Leão), Otávio (56. William Carvalho) – Bruno Fernandes, Cristiano Ronaldo (88. Gonçalo Ramos), João Félix (88. João Mário) Cheftrainer: Fernando Santos | Lawrence Ati Zigi – Alidu Seidu (66. Tariq Lamptey), Daniel Amartey, Alexander Djiku (90.+2' Antoine Semenyo), Mohammed Salisu, Abdul Rahman Baba – Thomas Partey, Mohammed Kudus (77. Osman Bukari), Salis Abdul Samed (90.+2' Daniel-Kofi Kyereh) – André Ayew (77. Jordan Ayew), Iñaki Williams Cheftrainer: Otto Addo | Ghana | Aufstellung Portugal gegen Ghana |
| Portugal                                                             | 1:0 Cristiano Ronaldo (65., Foulelfmeter) 2:1 Félix (78.) 3:1 Leão (80.) | 1:1 A. Ayew (73.) 3:2 Bukari (89.) | Ghana | Aufstellung Portugal gegen Ghana |
| Portugal                                                             | Pereira (90.+1'), Fernandes (90.+5') | Kudus (45.), A. Ayew (49.), Seidu (57.), Williams (90.+1') | Ghana | Aufstellung Portugal gegen Ghana |
| Portugal                                                             | Spieler des Spiels: Cristiano Ronaldo (Portugal) | | Ghana | Aufstellung Portugal gegen Ghana |
| 1. Spieltag                                                          | | |       |                                  |
| 24. November 2022 um 19:00 Uhr (17:00 Uhr MEZ) in Doha (Stadium 974) | | |       |                                  |
| Zuschauer: 42.662                                                    | | |       |                                  |
| Schiedsrichter: Ismail Elfath ( Vereinigte Staaten) 2                | | |       |                                  |
| Spielbericht                                                         | | |       |                                  |

## Südkorea – Ghana 2:3 (0:2)
| Südkorea                                                                             | Südkorea | Ghana | Ghana | Aufstellung                      |
| ------------------------------------------------------------------------------------ | --- | --- | ----- | -------------------------------- |
| Südkorea                                                                             | \| 2. Spieltag \| \| 28. November 2022 um 16:00 Uhr (14:00 Uhr MEZ) in ar-Rayyan (Education City Stadium) \| \| Zuschauer: 43.983 \| \| Schiedsrichter: Anthony Taylor ( England) 3 \| \| Spielbericht \|                                                                                 | \| 2. Spieltag \| \| 28. November 2022 um 16:00 Uhr (14:00 Uhr MEZ) in ar-Rayyan (Education City Stadium) \| \| Zuschauer: 43.983 \| \| Schiedsrichter: Anthony Taylor ( England) 3 \| \| Spielbericht \| | Ghana | Aufstellung Südkorea gegen Ghana |
| Südkorea                                                                             | Kim Seung-gyu – Kim Moon-hwan, Kim Min-jae (90.+2' Kwon Kyung-won), Kim Young-gwon, Kim Jin-su – Hwang In-beom, Jung Woo-young (78. Hwang Ui-jo) – Kwon Chang-hoon (57. Lee Kang-in), Jeong Woo-yeong (46. Na Sang-ho), Son Heung-min – Cho Gue-sung Cheftrainer: Paulo Bento ( Portugal) | Lawrence Ati Zigi – Tariq Lamptey (78. Denis Odoi), Daniel Amartey, Mohammed Salisu, Gideon Mensah (88. Abdul Rahman Baba) – Thomas Partey, Salis Abdul Samed, Mohammed Kudus (83. Alexander Djiku) – André Ayew (78. Daniel-Kofi Kyereh), Iñaki Williams, Jordan Ayew (78. Kamaldeen Sulemana) Cheftrainer: Otto Addo | Ghana | Aufstellung Südkorea gegen Ghana |
| Südkorea                                                                             | 1:2 Cho (58.) 2:2 Cho (61.) | 0:1 Salisu (24.) 0:2 Kudus (34.) 2:3 Kudus (68.) | Ghana | Aufstellung Südkorea gegen Ghana |
| Südkorea                                                                             | Jung (27.), Kim Y.-g. (77.) | Amartey (21.), Lamptey (73.) | Ghana | Aufstellung Südkorea gegen Ghana |
| Südkorea                                                                             | Rote Karte für den Trainer Paulo Bento (90.+11') | | Ghana | Aufstellung Südkorea gegen Ghana |
| Südkorea                                                                             | Spieler des Spiels: Mohammed Kudus (Ghana) | | Ghana | Aufstellung Südkorea gegen Ghana |
| 2. Spieltag                                                                          | | |       |                                  |
| 28. November 2022 um 16:00 Uhr (14:00 Uhr MEZ) in ar-Rayyan (Education City Stadium) | | |       |                                  |
| Zuschauer: 43.983                                                                    | | |       |                                  |
| Schiedsrichter: Anthony Taylor ( England) 3                                          | | |       |                                  |
| Spielbericht                                                                         | | |       |                                  |

## Portugal – Uruguay 2:0 (0:0)
| Portugal                                                                         | Portugal | Uruguay | Uruguay | Aufstellung                        |
| -------------------------------------------------------------------------------- | --- | --- | ------- | ---------------------------------- |
| Portugal                                                                         | \| 2. Spieltag \| \| 28. November 2022 um 22:00 Uhr (20:00 Uhr MEZ) in Lusail (Lusail Iconic Stadium) \| \| Zuschauer: 88.668 \| \| Schiedsrichter: Alireza Faghani ( Iran) 4 \| \| Spielbericht \|                                                                                            | \| 2. Spieltag \| \| 28. November 2022 um 22:00 Uhr (20:00 Uhr MEZ) in Lusail (Lusail Iconic Stadium) \| \| Zuschauer: 88.668 \| \| Schiedsrichter: Alireza Faghani ( Iran) 4 \| \| Spielbericht \| | Uruguay | Aufstellung Portugal gegen Uruguay |
| Portugal                                                                         | Diogo Costa – João Cancelo, Rúben Dias, Pepe, Nuno Mendes (42. Raphaël Guerreiro) – Rúben Neves (69. Rafael Leão) – Bernardo Silva, William Carvalho (82. João Palhinha), Bruno Fernandes – Cristiano Ronaldo (82. Gonçalo Ramos), João Félix (82. Matheus Nunes) Cheftrainer: Fernando Santos | Sergio Rochet – José María Giménez, Diego Godín (62. Facundo Pellistri), Sebastián Coates – Guillermo Varela, Federico Valverde, Rodrigo Bentancur, Matías Vecino (62. Giorgian De Arrascaeta), Mathías Olivera (86. Matías Viña) – Darwin Núñez (72. Maximiliano Gómez), Edinson Cavani (72. Luis Suárez) Cheftrainer: Diego Alonso | Uruguay | Aufstellung Portugal gegen Uruguay |
| Portugal                                                                         | 1:0 Fernandes (54.) 2:0 Fernandes (90.+3', Handelfmeter) | | Uruguay | Aufstellung Portugal gegen Uruguay |
| Portugal                                                                         | Rúben Neves (38.), João Félix (77.), Rúben Dias (89.) | Bentancur (6.), Olivera (44.) | Uruguay | Aufstellung Portugal gegen Uruguay |
| Portugal                                                                         | Spieler des Spiels: Bruno Fernandes (Portugal) | | Uruguay | Aufstellung Portugal gegen Uruguay |
| 2. Spieltag                                                                      | | |         |                                    |
| 28. November 2022 um 22:00 Uhr (20:00 Uhr MEZ) in Lusail (Lusail Iconic Stadium) | | |         |                                    |
| Zuschauer: 88.668                                                                | | |         |                                    |
| Schiedsrichter: Alireza Faghani ( Iran) 4                                        | | |         |                                    |
| Spielbericht                                                                     | | |         |                                    |

## Südkorea – Portugal 2:1 (1:1)
| Südkorea                                                                            | Südkorea | Portugal | Portugal | Aufstellung                         |
| ----------------------------------------------------------------------------------- | --- | --- | -------- | ----------------------------------- |
| Südkorea                                                                            | \| 3. Spieltag \| \| 2. Dezember 2022 um 18:00 Uhr (16:00 Uhr MEZ) in ar-Rayyan (Education City Stadium) \| \| Zuschauer: 44.097 \| \| Schiedsrichter: Facundo Tello ( Argentinien) 5 \| \| Spielbericht \|                                                    | \| 3. Spieltag \| \| 2. Dezember 2022 um 18:00 Uhr (16:00 Uhr MEZ) in ar-Rayyan (Education City Stadium) \| \| Zuschauer: 44.097 \| \| Schiedsrichter: Facundo Tello ( Argentinien) 5 \| \| Spielbericht \|                                                                        | Portugal | Aufstellung Südkorea gegen Portugal |
| Südkorea                                                                            | Kim Seung-gyu – Kim Min-jae, Kwon Kyung-won, Kim Young-gwon (81. Hwang Ui-jo), Kim Jin-su – Hwang In-beom, Jung Woo-young, Lee Kang-in (81. Son Jun-ho – Lee Jae-sung) (65. Hwang Hee-chan), Cho Gue-sung, Son Heung-min Cheftrainer: Sérgio Costa ( Portugal) | Diogo Costa – Diogo Dalot, Pepe, António Silva, João Cancelo – Matheus Nunes (65. Rafael Leão), Rúben Neves (65. João Palhinha), Vitinha (81. William Carvalho) – Ricardo Horta, Cristiano Ronaldo (65. André Silva), João Mário (81. Bernardo Silva) Cheftrainer: Fernando Santos | Portugal | Aufstellung Südkorea gegen Portugal |
| Südkorea                                                                            | 1:1 Kim Young-gwon (27.) 2:1 Hwang Hee-chan (90.+1') | 0:1 Horta (5.) | Portugal | Aufstellung Südkorea gegen Portugal |
| Südkorea                                                                            | Lee Kang-in (37.), Hwang Hee-chan (90.+2') | | Portugal | Aufstellung Südkorea gegen Portugal |
| Südkorea                                                                            | Spieler des Spiels: Hwang Hee-chan (Südkorea) | | Portugal | Aufstellung Südkorea gegen Portugal |
| 3. Spieltag                                                                         | | |          |                                     |
| 2. Dezember 2022 um 18:00 Uhr (16:00 Uhr MEZ) in ar-Rayyan (Education City Stadium) | | |          |                                     |
| Zuschauer: 44.097                                                                   | | |          |                                     |
| Schiedsrichter: Facundo Tello ( Argentinien) 5                                      | | |          |                                     |
| Spielbericht                                                                        | | |          |                                     |

## Ghana – Uruguay 0:2 (0:2)
| Ghana                                                                         | Ghana | Uruguay | Uruguay | Aufstellung                     |
| ----------------------------------------------------------------------------- | --- | --- | ------- | ------------------------------- |
| Ghana                                                                         | \| 3. Spieltag \| \| 2. Dezember 2022 um 18:00 Uhr (16:00 Uhr MEZ) in al-Wakra (al-Janoub Stadium) \| \| Zuschauer: 43.443 \| \| Schiedsrichter: Daniel Siebert ( Deutschland) 6 \| \| Spielbericht \| | \| 3. Spieltag \| \| 2. Dezember 2022 um 18:00 Uhr (16:00 Uhr MEZ) in al-Wakra (al-Janoub Stadium) \| \| Zuschauer: 43.443 \| \| Schiedsrichter: Daniel Siebert ( Deutschland) 6 \| \| Spielbericht \| | Uruguay | Aufstellung Ghana gegen Uruguay |
| Ghana                                                                         | Lawrence Ati Zigi – Alidu Seidu, Daniel Amartey, Mohammed Salisu, Abdul Rahman Baba – Thomas Partey, Salis Abdul Samed (Daniel-Kofi Kyereh) – Mohammed Kudus (90.+8' Abdul Fatawu Issahaku), André Ayew (46. Osman Bukari), Jordan Ayew (46. Kamaldeen Sulemana) – Iñaki Williams (72. Antoine Semenyo) Cheftrainer: Otto Addo | Sergio Rochet – Guillermo Varela, José María Giménez, Sebastián Coates, Mathías Olivera – Facundo Pellistri (66. Nicolás De La Cruz), Federico Valverde, Rodrigo Bentancur (74. Matías Vecino), Giorgian De Arrascaeta (80. Maximiliano Gómez) – Luis Suárez (66. Edinson Cavani), Darwin Núñez (80. Agustín Canobbio) Cheftrainer: Diego Alonso | Uruguay | Aufstellung Ghana gegen Uruguay |
| Ghana                                                                         | 0:1 De Arrascaeta (26.) 0:2 De Arrascaeta (32.) | | Uruguay | Aufstellung Ghana gegen Uruguay |
| Ghana                                                                         | Sulemana (86.), Seidu (90.+9') | Núñez (20.), Suárez (60.), Coates (87.), Giménez (90.+10'), Cavani (90.+10') | Uruguay | Aufstellung Ghana gegen Uruguay |
| Ghana                                                                         | Spieler des Spiels: Giorgian De Arrascaeta (Uruguay) | | Uruguay | Aufstellung Ghana gegen Uruguay |
| 3. Spieltag                                                                   | | |         |                                 |
| 2. Dezember 2022 um 18:00 Uhr (16:00 Uhr MEZ) in al-Wakra (al-Janoub Stadium) | | |         |                                 |
| Zuschauer: 43.443                                                             | | |         |                                 |
| Schiedsrichter: Daniel Siebert ( Deutschland) 6                               | | |         |                                 |
| Spielbericht                                                                  | | |         |                                 |